# 尤爾·摩爾達爾
尤爾·摩爾達爾（英語：Yul Moldauer，1996年8月26日—）是美國體操運動員，曾獲得2017年美國全國體操錦標賽全能冠軍，在2017年世界競技體操錦標賽自由體操奪銅。

## 外部連結
- .   [2017-10-15]. （原始内容存档于2017-09-30）. at USA Gymnastics